# Politodorcadion balchashense
Politodorcadion balchashense là một loài bọ cánh cứng trong họ Cerambycidae.